# Lomaptera geelvinkiana
Lomaptera geelvinkiana är en skalbaggsart som beskrevs av Raffaello Gestro 1876. Lomaptera geelvinkiana ingår i släktet Lomaptera och familjen Cetoniidae. Inga underarter finns listade i Catalogue of Life.